# Бурка Віктор Павлович
Ві́ктор Па́влович Бу́рка (23 лютого 1966 — 5 січня 2015) — старший солдат батальйону ім. Кульчицького, учасник російсько-української війни.

## Життєвий шлях
Займався приватним підприємництвом. Брав активну участь в подіях Революції Гідності. З початком російсько-української війни на Майдані записався добровольцем.
Снайпер, 2-ге відділення 1-го взводу 3-ї роти, Київська окрема бригада, Північне ОТО НГУ, псевдо «Дядя Вітя».
Протягом 19 серпня — 6 жовтня брав участь у боях за Вуглегірськ. Січнем 2015-го відряджений на схід України — для забезпечення ротації підрозділів резервного батальйону ім. Героя України генерал-майора С. Кульчицького.
5 січня перебував в мікроавтобусі «Богдан», котрий при перевезенні взводу резервістів потрапив у ДТП поблизу Артемівська. З «Богданом» зіштовхнувся військовий «КрАЗ». Сергій Бабічев був досвідченим водієм, за свідченнями тих, хто вижив, до останнього намагався зробити все можливе для того, щоб уникнути зіткнення та врятувати побратимів, Бурка загинув від травм. Тоді загинуло 12 військовиків, серед них Ігор Каплуненко, Юрій Лінивенко, Герасимюк Тарас, Роман Малюта, Володимир Матківський, Максим Щіпов, ще 21 зазнав травм, 17 січня від травм помер Ігор Дідач.
Без Віктора лишилася 21-річна донька.
Похований в місті Київ, Байкове кладовище.

## Нагороди та вшанування
- Указом Президента України № 365/2015 від 27 червня 2015 року, «за особисту мужність і високий професіоналізм, виявлені у захисті державного суверенітету та територіальної цілісності України, вірність військовій присязі», нагороджений орденом «За мужність» III ступеня (посмертно)[1].
- Вшановується в меморіальному комплексі «Зала пам'яті», в щоденному ранковому церемоніалі 5 січня[2][3].